# Kosraestare
Kosraestare (Aplonis corvina) är en utdöd fågel i familjen starar inom ordningen tättingar.

## Utseende
Kosraestaren var en kråklik stare, med relativt lång och nedåtböjd näbb och lång stjärt. Fjäderdräkten var helt glansigt svart. Kroppslängden var mellan 20 och 25,4 centimeter.

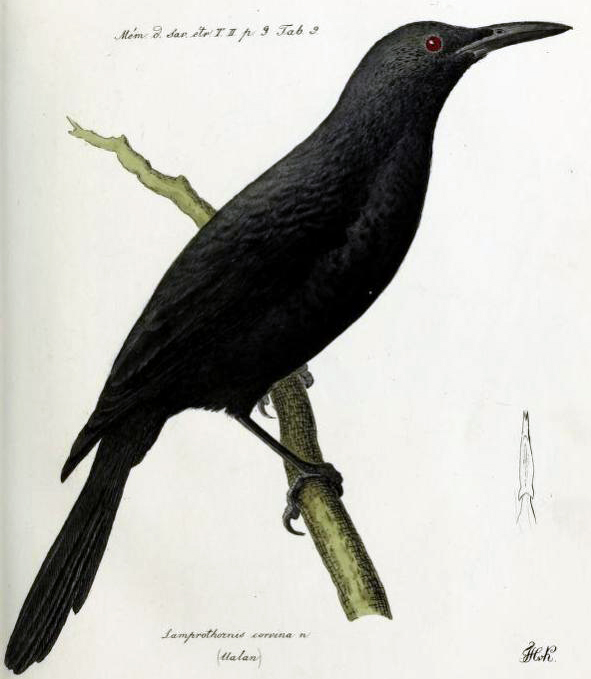

## Tidigare förekomst och utdöende
Kosraestaren förekom tidigare på ön Kosrae i Mikronesien, men är försvunnen. Den är endast känd från fem exemplar som samlades in mellan december 1827 och januari 1828 under Heinrich von Kittlitz expedition. Kittlitz själv beskrev den som art 1833. Tre skinn finns idag på ett museum i Sankt Petersburg och två till på Museum Naturalis i tyska Leiden. 
En expedition 1880 till Kosrae ledd av Otto Finsch misslyckades finna arten. En undersökning av Whitney South Sea Expedition för American Museum of Natural History 1931 konstaterade att arten var utdöd. Sannolikt försvann kosraestaren på grund av predation från råttor som kom till ön via valfångare under 1800-talet. IUCN kategoriserar arten som utdöd.